# 鹰城广场
鹰城广场是一处位于河南省平顶山市建设路西段的一处大型的文化休闲广场，截止2011年初，鹰城广场总面积达235亩。最早修建于2000年6月，鹰城广场以陈庄沟河道为中心，向东西两面下沉展布。广场西半部分中南部有一处大型的音乐喷泉，除此之外，还分布着假山、人工湖、露天剧场和门球场等供游人玩乐。